# Raj Jadnanansing
Raj Jadnanansing (1964 of 1965) is een Surinaams psycholoog en politicus. In 2025 werd hij onderminister voor Volksgezondheid in het kabinet-Simons op voordracht van de Nationale Democratische Partij (NDP).

## Biografie
Raj Jadnanansing is gespecialiseerd in arbeids- en organisatiepsychologie. Hij werkte jarenlang als psycholoog voor het Psychiatrisch Centrum Suriname (PCS) en was daar directeur van 2018 tot 2022.
Van 2000 tot 2023 was hij docent aan de Anton de Kom Universiteit van Suriname. In maart 2023 promoveerde hij daar op een proefschrift over problematisch alcoholgebruik. Enige tijd was hij gerechtsdeskundige, onder meer als lid van de Raad van Rechters in Opleiding (RIO-Raad). Hij fungeerde als ook deskundige voor het ministerie van Volksgezondheid. Daarnaast is hij lid van de Lionsclub Kwatta.
In mei 2018 werd hij beëdigd tot lid van het Onafhankelijk Kiesbureau. In juli 2018 werd hij voorzitter van de Centrale Verkiezingscommissie van de Nationale Democratische Partij (NDP). Na de verkiezingen van 2025 trad hij op 16 juli aan als onderminister voor Volksgezondheid op het ministerie van Volksgezondheid, Welzijn en Arbeid, met als minister André Misiekaba.